# ノースリーブスの「週刊ノースリー部」
『ノースリーブスの「週刊ノースリー部」』（ノースリーブスの「しゅうかんノースリーぶ」）は、2009年10月10日から2016年12月25日まで放送されたニッポン放送の深夜放送ラジオ番組である。

## 概要
2009年10月10日、ニッポン放送にて毎週土曜日0:20 - 0:30（金曜深夜）の10分番組として開始。2010年4月10日から、0:20 - 0:40の20分番組に拡大された。2011年10月8日からは、「土田晃之のFOOTBALLER'S HIGH」終了に伴い毎週土曜日0:40 - 1:00（金曜深夜）へ放送枠を移動した。2014年1月5日から「剛力彩芽 スマイル S2 スマイル」と枠交換し毎週土曜日0:00 - 0:20（金曜深夜）へ放送枠を移動。2014年4月6日から毎週日曜日の22:30に移動し放送枠も30分に拡大された。
2011年3月11日に発生した東日本大震災の影響で発生した当日深夜と19日の放送を休止、3月26日にオープニングのラジオコントを中止、タイトルコールから始める形で放送を再開した。
2013年2月9日放送回では、ラジオコントとオープニングナレーションではなく、研究生に降格された峯岸からの番組リスナーへの謝罪コメントを流した。
2016年5月22日放送回より番組の内容の全面リニューアルを行った。これに先立って5月15日放送回までにそれまで行っていたコーナーすべてが終了した。
2016年12月25日放送回をもって放送が終了した。後番組は「高橋みなみと朝井リョウ ヨブンのこと」で、結果として高橋のみが続投する形となった。番組の最後に後番組の概要について聞かされた峯岸と小嶋は「あたし達は余分だったってこと!?」（余分と余聞の洒落）と恨み節をはいた。

## パーソナリティ
ノースリーブス（小嶋陽菜、高橋みなみ、峯岸みなみ）

## 番組コンセプト
AKB48のエースメンバーである小嶋陽菜、高橋みなみ、峯岸みなみによって結成された3人組ガールズユニットがパーソナリティを務め、のちに4大ドームツアーを成し遂げることとなる軌跡を通じて、その原動力となった彼女たちの成長、友情、根性を余すところなく送る、汗と涙の熱血ドキュメンタリー番組。

## コーナー
オープニング
週替わりでメンバーひとりだけのフリートークで番組をスタート。
エンディング
メンバーの次週のメディア情報を紹介して終了。

### 過去のコーナー
オープニングコント
正式なコーナー名はなし。3人でラジオコントを行い、その後、タイトルコールに入る。
担当ノースリー部
ノースリーブス内の担当を決めるコーナー。
ノースリー部の掟
ノースリーブスに決めてほしいノースリー部の規則、ノースリーブスの「鉄の掟」を2択で決定する。
ノースリー部ランキング
ノースリー部だけのランキングを決めて、そのベスト3を発表してしまうコーナー。
小嶋陽菜のしゃべりまSHOW
リスナーから届いたお題について3人で語り合うコーナー。
こじはるのコーナー
小嶋がラジオでトークのネタにできそうなことをリスナーに送ってもらうコーナー。
たかみな漫画道場
漫画好きの高橋がリスナーと小嶋・峯岸に漫画の魅力を紹介するコーナー。
次期社長 高橋みなみ
ニッポン放送次期社長・高橋によるお悩み相談コーナー。
高橋みなみの新コーナー募集のコーナー
何をするかはまったくの未定、リスナーから「新コーナー案」を募集。
峯岸みなみの恋のお悩みどんと恋！
リスナーからの恋のお悩み相談を峯岸が答えるコーナー。
峯岸みなみのそれもまた人生!!
色んなことに悩んでいるあなたからの相談を、ちょっと大人になった峯岸が温かい心で解決。
峯岸みなみのこんなもんだ
「世の中ってこんなもんだよね」というメールを紹介するコーナー。
峯岸みなみの女子力向上委員会
女子力ゼロの峯岸にリスナーが女子力を上げる方法を教えるコーナー。
ネーミングのコーナー
小嶋のファッションブランド、高橋のソロアルバム、峯岸の自叙伝などの名前を募集するコーナー。
正解リアクション
何かが起きたときの正しいリアクションをクイズ形式でお勉強するコーナー。
イトウさんに言ってほしい言葉のコーナー
ニッポン放送のカフェ店員・イトウさんに言ってもらいたい言葉を募集。3回で終了。

## 音楽
- オープニング曲：ノースリーブス『タネ』（ - 2016年5月15日）
- エンディング曲：アヴリル・ラヴィーン『キープ・ホールディング・オン』（ - 2016年5月15日・12月25日）

## 放送時間変遷
| 放送期間   | 放送期間   | 放送時間（JST）                        |
| ---------- | ---------- | -------------------------------------- |
| 2009年10月 | 2010年3月  | 土曜日 0:20 - 0:30（金曜深夜）（10分） |
| 2010年4月  | 2011年9月  | 土曜日 0:20 - 0:40（金曜深夜）（20分） |
| 2011年10月 | 2013年12月 | 土曜日 0:40 - 1:00（金曜深夜）（20分） |
| 2014年1月  | 2014年3月  | 土曜日 0:00 - 0:20（金曜深夜）（20分） |
| 2014年4月  | 2016年12月 | 日曜日 22:30 - 23:00（30分）           |

## ネット局/放送時間
- ニッポン放送 毎週日曜22:30 - 23:00（2009年10月9日 - ）

 過去のネット局 
- 信越放送（SBC）2012年4月2日 - 2014年3月24日、2014年10月12日 - 2015年3月29日
- 岐阜放送（GBS、独立局）2013年10月3日 - 2014年3月27日、2014年10月2日 - 2015年3月26日
- 琉球放送（RBC、JRN単独系列）2012年4月8日 - 2013年3月31日